# Em Comum
Em Comum é o quinto álbum de estúdio da banda de rock brasileira NX Zero, lançado em 14 de agosto de 2012 pela Universal Music, o último lançamento do grupo pela gravadora e também o último a contar com a produção de Rick Bonadio. Cinco músicas do álbum foram lançadas como singles: "Maré", "Ligação", "Em Comum", "Pedido" e "Hoje o Céu Abriu".

## Faixas
| N.º            | Título                       | Duração |  |
| 1.             | "Sem Hora pra Voltar"        | 5:09    |  |
| 2.             | "Maré"                       | 4:00    |  |
| 3.             | "Ligação"                    | 3:33    |  |
| 4.             | "Hoje o Céu Abriu"           | 3:50    |  |
| 5.             | "Espero Um Sinal"            | 4:13    |  |
| 6.             | "Em Comum"                   | 3:34    |  |
| 7.             | "Intro" (instrumental)       | 0:39    |  |
| 8.             | "Guerra por Paz"             | 4:24    |  |
| 9.             | "Você Me Fez"                | 3:21    |  |
| 10.            | "Pedido"                     | 3:50    |  |
| 11.            | "Estrada (Gonza)"            | 3:19    |  |
| 12.            | "Nada Mais é Como Era Antes" | 3:46    |  |
| Duração total: | Duração total:               | 43:55   |  |